# 小川笙船
小川 笙船（おがわ しょうせん、寛文12年（1672年） - 宝暦10年6月14日（1760年7月26日））は、江戸時代中期の町医者、漢方医。諱は弘治。江戸幕府の無料の医療施設である小石川養生所の設立運営に貢献した。
山本周五郎の小説『赤ひげ診療譚』の主人公「赤ひげ先生」こと新出去定のモデルとして知られる。

## 生涯
寛文12年（1672年）、小川利重の子として生まれる。伊予国の戦国大名・小川祐忠の子孫にあたる。
享保6年（1721年）12月、江戸幕府8代将軍・徳川吉宗が設置していた目安箱に、江戸市中の貧困層への診療施設となる施薬院の設立を求める意見を投書した。この笙船の上書は採用され、享保7年（1722年）正月に吉宗は有馬氏倫に施薬院の設立を命じた。設立にあたり笙船は町奉行の中山時春と大岡忠相から意見を聴取された。ところが、笙船の唱える計画実現に困難さを感じた有馬氏倫は、両町奉行与力に事務方を担当させ、調査検討の末に設立に漕ぎつけている。
同年12月13日、小石川御薬園内に養生所が設立（小石川養生所）され、笙船は肝煎に就任した。しかし、養生所が幕府の薬園であった土地にできたこともあり、庶民たちは薬草などの実験台にされると思い、あまり養生所へ来る者はいなかった。状況を打開するため、大岡忠相は全ての江戸町名主を養生所へ呼び出し、施設や業務の見学を行わせた。そのため、患者は増えていったが、一方で入所希望者を全て収容できない状況にも陥った。
享保11年（1726年）、子の隆好に肝煎職を譲って隠居し、金沢（現・神奈川県横浜市金沢区）へ移り住んだ。以後、養生所肝煎職は笙船の子孫が世襲した。その後、病に罹って江戸へ戻った。
宝暦10年（1760年）6月14日、病死。享年89。小石川の光岳寺に葬られ、太寧寺（現・神奈川県横浜市金沢区）に分骨されたという。後に雑司ヶ谷霊園へ改葬された。

## ドラマ
- 吉宗評判記 暴れん坊将軍 - 天知茂、第2話・第15話で登場
- 八代将軍吉宗（1995年、NHK）- 河原崎長一郎
- 大奥（2023年、NHKドラマ10） - 片桐はいり